# (8975) Atthis
(8975) Atthis est un astéroïde de la ceinture principale.

## Description
(8975) Atthis est un astéroïde de la ceinture principale. Il fut découvert le 29 septembre 1973 à l'observatoire Palomar par Cornelis Johannes van Houten, Ingrid van Houten-Groeneveld et Tom Gehrels. Il présente une orbite caractérisée par un demi-grand axe de 2,41 UA, une excentricité de 0,13 et une inclinaison de 2,8° par rapport à l'écliptique.

## Compléments